# Аллигаторовые ящерицы
Аллигаторовые ящерицы (лат. Gerrhonotus) — род ящериц семейства веретеницевых.

## Описание
Мелкие и средней величины ящерицы, самый крупный вид — Gerrhonotus liocephalus достигает в длину 40 см. У всех аллигаторовых ящериц вытянутое тело, покрытое крупной ребристой чешуёй, которая расположена правильными поперечными рядами, брюшные чешуи по величине и форме мало отличаются от спинных. На боках имеется глубокая продольная складка кожи, выстланная мелкой чешуей. Ноги небольшие, но развитые, пятипалые. Относительно длинный цепкий хвост легко обламывается и быстро отрастает заново. Окраска коричневая, коричневато-оливковая или бурая, обычно с более или менее выраженными тёмными поперечными полосами или отдельными пятнами на боках и хвосте.

## Ареал и места обитания
Распространены в Северной Америке: в Мексике и на юге США в штате Техас. Ведут наземный образ жизни, обитая среди травянистой или кустарниковой растительности на открытых, зачастую очень каменистых участках и в не слишком густых лесах.

## Поведение
Аллигаторовые ящерицы заметно уступают в быстроте и стремительности движений многим другим ящерицам, в частности сцинкам, которых они напоминают некоторыми своими повадками. При опасности они укрываются в норах, затаиваются в лесной подстилке, взбираются на деревья или прыгают в воду. Схваченная хищником ящерица легко отбрасывает хвост. Многие виды обдают врага резко пахнущими экскрементами. При нападении змеи аллигаторовые ящерицы быстро обвиваются вокруг веток и, удерживаясь зубами за хвост, образуют своим телом широкое замкнутое кольцо и таким образом не позволяют хищнику себя проглотить или унести.

## Питание
Питаются различными мелкими животными, в том числе небольшими позвоночными. Некоторые поедают яйца гнездящихся на земле птиц. Во время охоты аллигаторовая ящерица медленно подкрадывается к добыче, иногда останавливаясь и разглядывая её то одним, то другим глазом. Приблизившись, она вытягивает вперед задние ноги и, оперевшись ими о землю, с силой отталкивается всем телом и бросается на жертву, хватая её. Охотясь на деревьях, ящерицы удерживаются за ветки хвостом. Молодые впервые охотящиеся ящерицы, заметив добычу, всем телом припадают к земле и медленно подкрадываются к ней, поводя в стороны головой и, подобно кошке, покачивая от возбуждения хвостом. Схватив добычу, ящерица крепко зажимает её во рту, вытягивается и начинает быстро вращаться, травмируя жертву трением о землю и только потом проглатывает.

## Размножение
Большинство аллигаторовых ящериц откладывают яйца и лишь некоторые виды яйцеживородящие.

## Виды
- Gerrhonotus farri
- Gerrhonotus infernalis
- Gerrhonotus liocephalus — Техасская аллигаторовая ящерица[1]
- Gerrhonotus lugoi
- Gerrhonotus ophiurus
- Gerrhonotus parvus
- † Gerrhonotus mungerorum — 16—10 млн лет назад, Канзас (США)

Ископаемые останки древних аллигаторовых ящериц известны начиная с позднего мела (83—70 млн лет назад), они найдены в южных штатах США (Северная Америка).